# 拉比特萊克鎮區 (明尼蘇達州克羅溫縣)
拉比特萊克鎮區（英語：Rabbit Lake Township）是位於美國明尼蘇達州克羅溫縣的一個行政鎮區。

## 地方資料
拉比特萊克鎮區的面積為62.52平方千米，當中陸地面積為57.74平方千米，而水域面積為4.78平方千米。根據2020年美國人口普查的數據，當地共有人口327人，而人口密度為每平方千米5.23人。